# Jack Meadows
Pour les articles homonymes, voir Meadows.
Arthur Jack Meadows (24 janvier 1934 - 18 juillet 2016) est un astronome, historien des sciences et informaticien britannique. 

## Biographie
Jack Meadows est né à Sheffield, de Harold et Alice Meadows. Malgré des moyens financiers modestes, il entre à 16 ans à l'Archbishop Tenison’s school, à Londres. Après avoir effectué son service national, il étudie la physique à Oxford. Il y rencontre Jane Bryant, qu'il épouse en 1958.
Il obtient une bourse Fulbright à l'université de l'Illinois, puis il passe trois années à l'université St Andrews et un an à la British Library, avant de partir à l'université de Leicester, où il dirige les départements d'astronomie et d'histoire des sciences. Il est connu pour avoir fondé le département d'astronomie de l'université de Leicester. 
En 1986 l'université de Loughborough l'invite à diriger son département d'informatique. Il prend sa retraite en 2001 en tant que professeur émérite.
Il a mené une vaste carrière, notamment au British Museum et en tant que professeur de sciences de l'information et des bibliothèques. Il a publié de nombreux articles (30 livres et plus de 250 articles de revues).  

## Livres (sélection)
- Communication in Science
- Communicating Research
- Jack Meadows, « Histoire succincte de la vulgarisation scientifique », Impact, 1986, no 144, p. 395-401.
- (en) Arthur Jack Meadows, The Future of the Universe, Londres, Springer, 2007, 175 p. (ISBN 978-1-85233-946-3 et 1-85233-946-2, lire en ligne).

## Distinctions
- L'astéroïde (4600) Meadows porte son nom[4].
- Bourse Fulbright, 1959-1961.